# تيوفيلو دوارتي
تيوفيلو دوارتي (بالبرتغالية: Teófilo Duarte‏) هو سياسي برتغالي، ولد في 6 أكتوبر 1898 في البرتغال، وتوفي في 16 مايو 1958 في لشبونة في البرتغال. انتخب Governor of Portuguese Timor ‏.